# Инвуд (Манхэттен)
Инвуд (англ. Inwood) — район на самом севере боро Манхэттен, Нью-Йорк. Инвуд находится под юрисдикцией 12-го общественного совета Манхэттена.

## География
На северо-востоке район ограничен проливом Гарлем-ривер, на западе — рекой Гудзон. За южную границу района принимаются либо улицы Форт-Джордж-Хилл и Фейр-вью-авеню, либо Дайкман-стрит.
В то время как Инвуд является самым северным кварталом острова Манхэттен, он не является наиболее северным районом боро Манхэттен. На материке, к северу от пролива Гарлем, расположен район Марбл-Хилл, также относящийся к боро. До июня 1895 года этот район был частью Инвуда, пока русло пролива не было изменено в рамках прокладки судоходного канала.
Из-за своеобразного географического расположения района его улицы не вписываются в общую систему расположения улиц Манхэттена, заложенную генеральным планом 1811 года. Изолированность Инвуда подчёркивается в путеводителе по Нью-Йорку 1939 года:

реки и холмы оберегают местную общину, которая настолько же индивидуальна, насколько и любая другая на Манхэттене
Оригинальный текст (англ.)rivers and hills insulate a suburban community that is as separate an entity as any in Manhattan.

## История

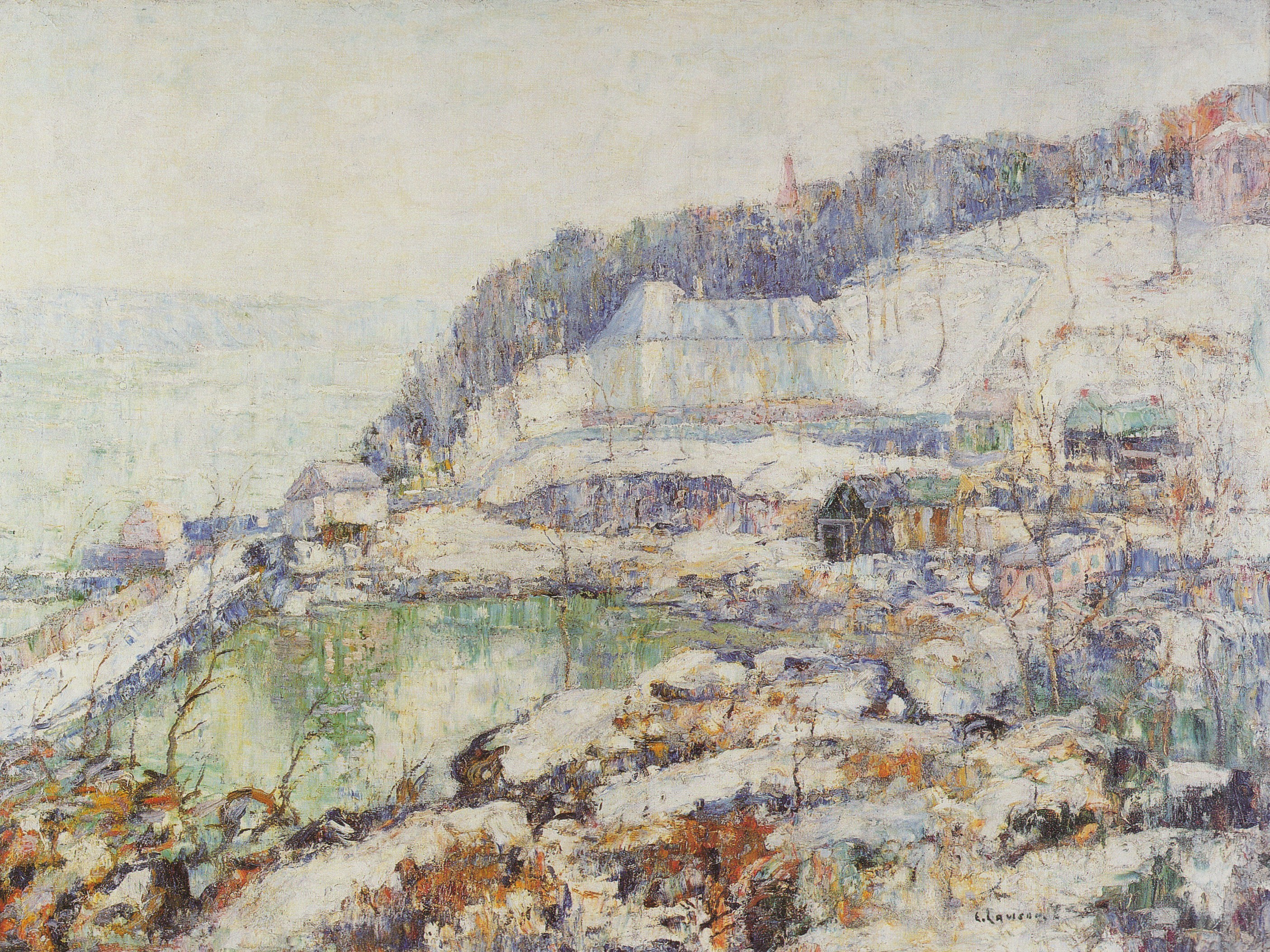
«Река Гудзон в Инвуде», Эрнест Лоусон, ок. 1917

В 1626 году на местности, где ныне расположен Инвуд, между представителями Новых Нидерландов, одним из которых был губернатор Петер Минёйт, и местными индейцами ваппингерами состоялась сделка: в обмен на утварь общей стоимостью около 24 доллара (или 60 гульденов; 28 долларов по курсу 1999 года) индейцы передали остров Манхэттен во владение голландцам. В Инвуд-Хилл-парке, считающемся последним первобытным лесом на острове, на предполагаемом месте сделки установлена мемориальная табличка.
В XVII—XVIII веках Инвуд активно осваивался фермерами, в том числе нидерландским семейством Дайкманов (англ. Dyckman). Их имя носят улица в Инвуде и особняк 1785 года постройки, ныне единственный оставшийся из нидерландских особняков в боро. В 1776—1783 годы, во времена Войны за независимость, в Инвуде находился военный лагерь, в котором квартировались гессенские солдаты. В XIX столетии в западной части района возводилось множество особняков. В начале XX века, с проведением в Инвуде метрополитена, его восточная часть начала застраиваться многоквартирными домами.
Инвуд наравне с соседним кварталом Вашингтон-Хайтс меньше других районов пострадал от экономического кризиса 1930-х годов. В те годы район испытал приток еврейских и ирландских поселенцев. Вплоть до конца Второй мировой войны синагоги и еврейская молодёжь зачастую подвергались нападкам со стороны шовинистически настроенных ирландских группировок.
С 1960-х годов Инвуд начал активно заселяться выходцами из Доминиканы. Ныне район является преимущественно латиноамериканским.

## Население
По данным на 2009 год, численность населения квартала составляла 62 449 жителей. Средняя плотность населения составляла около 14 725 чел./км², превышая среднюю плотность населения по Нью-Йорку почти в 1,5 раза. В расовом соотношении около ¾ представлено латиноамериканцами. Средний доход на домашнее хозяйство был почти в 1,5 раза ниже среднего показателя по городу: $35 793.

## Инфраструктура и общественный транспорт
Главной улицей Инвуда является Бродвей. Он делит район надвое. В Инвуде имеются съезды на шоссе Генри Гудзона (англ. Henry Hudson Parkway), Гарлем-Ривер-драйв (англ. Harlem River Drive) и автомагистраль майора Дигана (англ. Major Deegan Expressway).
Инвуд обслуживается станциями Инвуд — 207-я улица и Дайкман-стрит линии Восьмой авеню, а также станциями Дайкман-стрит, 207-я улица и 215-я улица линии Бродвея и Седьмой авеню Нью-Йоркского метрополитена.
По состоянию на сентябрь 2012 года в районе действовали автобусные маршруты Bx7, Bx12, Bx20 и M100.